# Rise of the Hero
Rise of the Hero è l'ottavo album in studio del gruppo musicale power metal tedesco Iron Savior, pubblicato nel 2014.

## Tracce

### Edizione standard
1. Ascendence (strumentale) – 1:28
2. Last Hero – 5:00
3. Revenge of the Bride – 4:35
4. From Far Beyond Time – 5:17
5. Burning Heart – 4:39
6. Thunder from the Mountains – 5:08
7. Iron Warrior – 4:41
8. Dragon King – 5:43
9. Dance with Somebody (cover di Mando Diao) – 3:55
10. Firestorm – 4:58
11. The Demon – 5:02
12. Fistraiser – 4:40

### Tracce bonus edizione giapponese
1. I've Been To Hell 2014 (nuova registrazione del brano presente su Dark Assault, 2001) – 4:05
2. Mind Over Matter 2014 (nuova registrazione del brano presente su Unification, 1998) – 5:36

## Formazione
- Piet Sielck – voce, chitarra
- Joachim Küstner – chitarra, voce
- Jan S. Eckert – basso
- Thomas Nack – batteria